# Renato Reis Andrade
Renato Reis de Andrade (sinh ngày 1 tháng 7 năm 1994 ở Espargo, Santa Maria da Feira), hay Rena, là một cầu thủ bóng đá người Bồ Đào Nha thi đấu ở vị trí tiền vệ.